# Stammliste des Hauses Karađorđević
Stammliste des Hauses Karađorđević mit den in der Wikipedia vertretenen Personen und wichtigen Zwischengliedern.

## Von Georg Petrowitsch an (Haus Karađorđević)
1. Georg (Karađorđe) Petrowitsch (1752–1817), Gospodar von Serbien, ermordet ⚭ Helene Jovanovic (1765–1842), Tochter von Nicholas Ivanovich
  1. Alexa (1801–1830) ⚭ Mary Trokin († 1827)
  2. Aleksandar Karađorđević (Serbien) (1806–1885), Fürst 1842–59 ⚭ Persida Nenadowitsch (1813–1873), Tochter von Ephraim Nenadowitsch
    1. Peter I. (Jugoslawien) (1844–1921), König 1903 ⚭ Zorka von Montenegro (1864–1890), Tochter von König Nikola (Montenegro) (1841–1921)
      1. Elena von Serbien (1884–1962) ⚭ Iwan Konstantinowitsch Romanow (1886–1918), Sohn von Konstantin Konstantinowitsch Romanow (1858–1915)
      2. Milena (1886–1888)
      3. Georg von Serbien (1887–1972) ⚭ Radmila Radonjić (1907–1993)
      4. Alexander I. (Jugoslawien) (1888–1934) ⚭ Maria von Rumänien (1900–1961), Tochter von König Ferdinand I. (Rumänien) (1865–1927)
        1. Peter II. (Jugoslawien) (1923–1970) ⚭ Alexandra von Griechenland (1921–1993), Tochter von Alexander (Griechenland) (1893–1920)
          1. Alexander von Jugoslawien (* 1945) ⚭ Maria da Gloria von Orléans (* 1946), Tochter von Pedro Gastão d’Orléans-Bragança (1913–2007)
            1. Peter (* 1980)
            2. Alexander (* 1982)
            3. Philipp (* 1982)

        2. Tomislav von Jugoslawien (1928–2000) ⚭ Margaretha von Baden (1932–2013), Tochter von Berthold von Baden (1906–1963); ⚭² Linda Mary Bonney (* 1949)
          1. Nikolaus (* 1958)
          2. Katarina (* 1959)
          3. ² George (* 1984)
          4. ² Michael (* 1985)

        3. Andreas von Jugoslawien (1929–1990)

    2. Arsen von Jugoslawien (1859–1938) ⚭ Aurora Demidoff von San Donato (1873–1904)
      1. Paul von Jugoslawien (1893–1976), Regent 1934–41 ⚭ Olga von Griechenland (1903–1997), Tochter von Nikolaus von Griechenland (1872–1938)
        1. Alexander (1924–2016) ⚭ Maria Pia von Savoyen (* 1934), Tochter von König Umberto II. (1904–1983); ⚭² Barbara von Liechtenstein (* 1942), Tochter von Prinz Johannes von Liechtenstein (1910–1975)
          1. Dimitri (* 1958)
          2. Michael (* 1958)
          3. Sergei Wladimir (* 1962)
          4. Helena Olga (* 1962)

        2. Elisabeth von Jugoslawien (* 1936) ⚭ Howard Oxenberg (1919–2010)
          1. Catherine Oxenberg (* 1961) ⚭ Casper van Dien (* 1968)

        3. Nikolaus bzw. Nikola (1928–1954)